# مايك بال
مايك بال (بالإنجليزية: Mike Ball)‏ هو ضابط وسياسي أمريكي، ولد في 17 سبتمبر 1954 في الولايات المتحدة. حزبياً، نشط في الحزب الجمهوري. وقد انتخب عضو مجلس نواب ألاباما.